# Humberto Cabrera
Humberto Cabrera (ur. 25 marca 1954) – kubański strzelec, olimpijczyk.
Wziął udział w Letnich Igrzyskach Olimpijskich 1972, na których wystąpił w karabinie małokalibrowym leżąc z 50 m. Zajął w tej konkurencji 44. miejsce wśród 101 strzelców.

## Wyniki olimpijskie
| Igrzyska       | Konkurencja                       | Wynik                           | Miejsce | Źródło |
| -------------- | --------------------------------- | ------------------------------- | ------- | ------ |
| Monachium 1972 | Karabin małokalibrowy leżąc, 50 m | 591 punktów (97–99–99–99–98–99) | 44      | [ 3 ]  |